# Karl August Förster

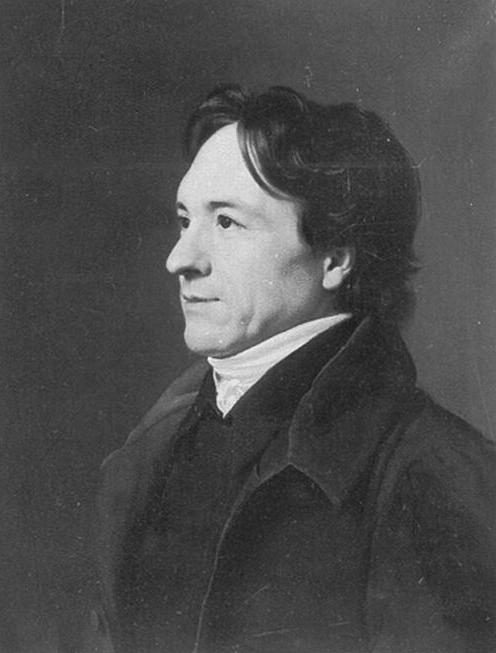
Porträt von Carl Christian Vogel von Vogelstein, 1823

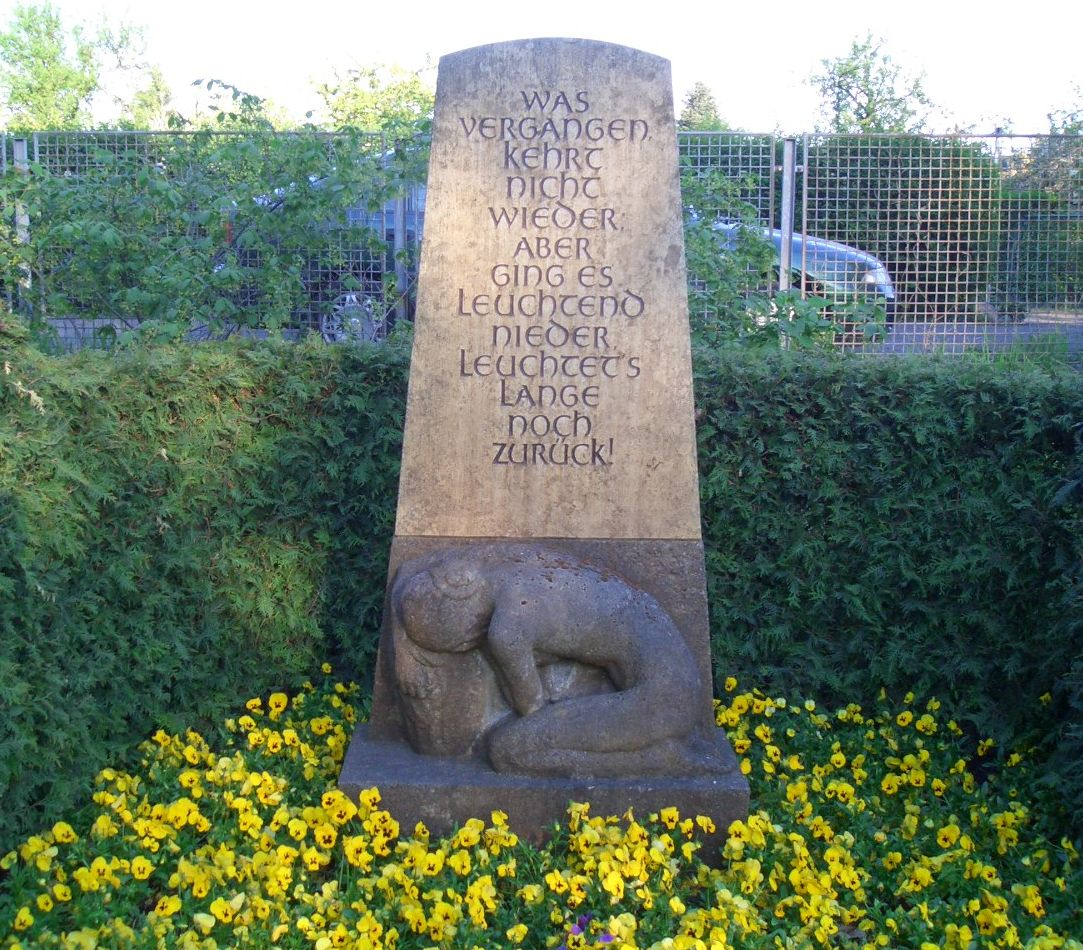
Grabstein mit Förster-Gedicht auf einem Gräberfeld für anonyme Bestattungen auf dem Zentralfriedhof Friedrichsfelde, unter anderem auch für Erich Mielke

Karl August Förster (* 3. April 1784 in Naumburg an der Saale; † 18. Dezember 1841 in Dresden) war ein deutscher Dichter und Übersetzer.

## Leben
Karl August Förster, ein Sohn des Naumburger Dompredigers Johann Christian Förster (1754–1800), besuchte die von seinem Onkel Gottfried August Lobeck geleitete Domschule in Naumburg und studierte ab 1800 Theologie in Leipzig. 1803 wurde er Hauslehrer bei Karl Wilhelm von Emmrich, dem Kommandanten des Dresdner Kadettenhauses: Dieser verschaffte ihm 1806 eine Stelle als Adjunkt und 1807 als Professor am Kadettenhaus. Im Jahr 1817 kam seine Tochter Marie Laura Förster zur Welt, die später als Schriftstellerin tätig wurde.
Förster trat zuerst mit der Übersetzung von Petrarcas Gedichten (1818–1819) hervor, die bis ins 20. Jahrhundert zahlreiche Neuausgaben erlebten. Es folgten Übersetzungen von Torquato Tasso und Dante Alighieri.
Sein Abriß der allgemeinen Litteraturgeschichte (1827–1830) blieb unvollendet. Die von Wilhelm Müller begonnene Bibliothek deutscher Dichter des 17. Jahrhunderts wurde von ihm fortgeführt und 1838 mit dem 14. Band abgeschlossen.
Förster gehörte dem Dresdner Liederkreis an.
Försters eigene Gedichte erschienen nach seinem Tod mit einem Vorwort von Ludwig Tieck. Mehrere seiner Gedichte wurden von bekannten Komponisten wie Carl Maria von Weber, Hans Pfitzner und Arnold Schönberg vertont.

## Schriften (Auswahl)
- Abriß der allgemeinen Litteraturgeschichte, Band 1–4, Abteilung 1, Leipzig 1827–30 (unvollendet)
- Gedichte, 2 Bände, Leipzig 1843

### Übersetzungen
- Francesco Petrarca’s italienische Gedichte, übersetzt und mit erläuternden Anmerkungen begleitet von Karl Förster, Professor an der K. Ritterakademie zu Dresden. 2 Bde., Brockhaus, Leipzig und Altenburg 1818/19 (zweisprachige Ausgabe; Digitalisate von Band 1 und Band 2 bei Google Books)
- Torquato Tasso's auserlesene Gedichte, 2 Bände, Zwickau 1821
- Dante Alighieri: Das neue Leben, Leipzig 1841

### Herausgeberschaft
- Sammlung auserlesener Gedichte für Gedächtniß- und Declamationsübungen, Dresden 1820
- Bibliothek deutscher Dichter des siebzehnten Jahrhunderts, Bd. 11–14, 1828–1838 (Digitalisate: Bd. 11; Bd. 14)